# Клінішов Григорій Омелянович
Григорій Омелянович Клінішов (30 листопада 1930 року, с. Акулово, Бельківський район, Рязанська область, РРФСР, СРСР — 17 червня 2023 року, Москва, Росія) — радянський інженер-фізик, кандидат фізико-математичних наук (1967). Лауреат Ленінської премії (1962). Один із творців першої радянської двоступінчастої термоядерної бомби РДС-37.

## Життєпис
Народився 30 листопада (за іншими даними — 30 жовтня) 1930 року в селі Акулово Більківського району Рязанської області (нині — Клепиковський район Рязанської області) в селянській родині.
Близько 1934 року родина Клінішових переїхала до Москви. Закінчивши школу, вступив до Московського механічного інституту, пізніше перейменованого на Московський інженерно-фізичний інститут (нині — Національний дослідницький ядерний університет «МІФІ»). Після закінчення закладу вищої освіти в 1954 році був направлений до КБ-11 (нині — Всеросійський науково-дослідний інститут експериментальної фізики), де працював інженером у теоретичному відділенні, очолюваному Андрієм Сахаровим.
У 1967 році Клінішову було присвоєно науковий ступінь кандидата фізико-математичних наук. 1973 року очолив теоретичний відділ КБ-11. З січня 2002 року — провідний науковий співробітник відділу.
17 червня 2023 року був виявлений мертвим у власній квартирі на Космодаміанській набережній у Москві. Як повідомляло інформаційне агентство Regnum, імовірно, Клінішов дочекався моменту, коли родичі, які проживали з ним, ненадовго вийдуть з дому, і наклав на себе руки. «Він залишив передсмертну записку, яка була поруч із тілом. У ній чоловік попрощався з рідними», — цитувало джерело в екстрених службах агентство « ТАРС».

## Нагороди
Заслуги Клінішова були відзначені наступними нагородами та преміями:
- орден Трудового Червоного Прапора (1956);
- Ленінська премія (1962).